# Верховенство закону
Верховенство закону — визначальна роль закону в правовій (юридичній) системі держави, в діяльності всіх суб'єктів права, насамперед державних органів і посадових осіб.
Співвідношення права і закону:
- лише праву має надаватися законна сила, оскільки закон може бути правовим явищем лише як форма вираження права;

- закон зобов'язаний бути завжди правовим, щоб стати обов'язковим - "дух закону" і "буква закону" не повинні мати розбіжностей.

Усі нормативно-правові, а також ненормативні юридичні акти мають відповідати законові як першоджерелу, не можуть йому суперечити, а тому їх називають підзаконними актами.